# Sept-Forges

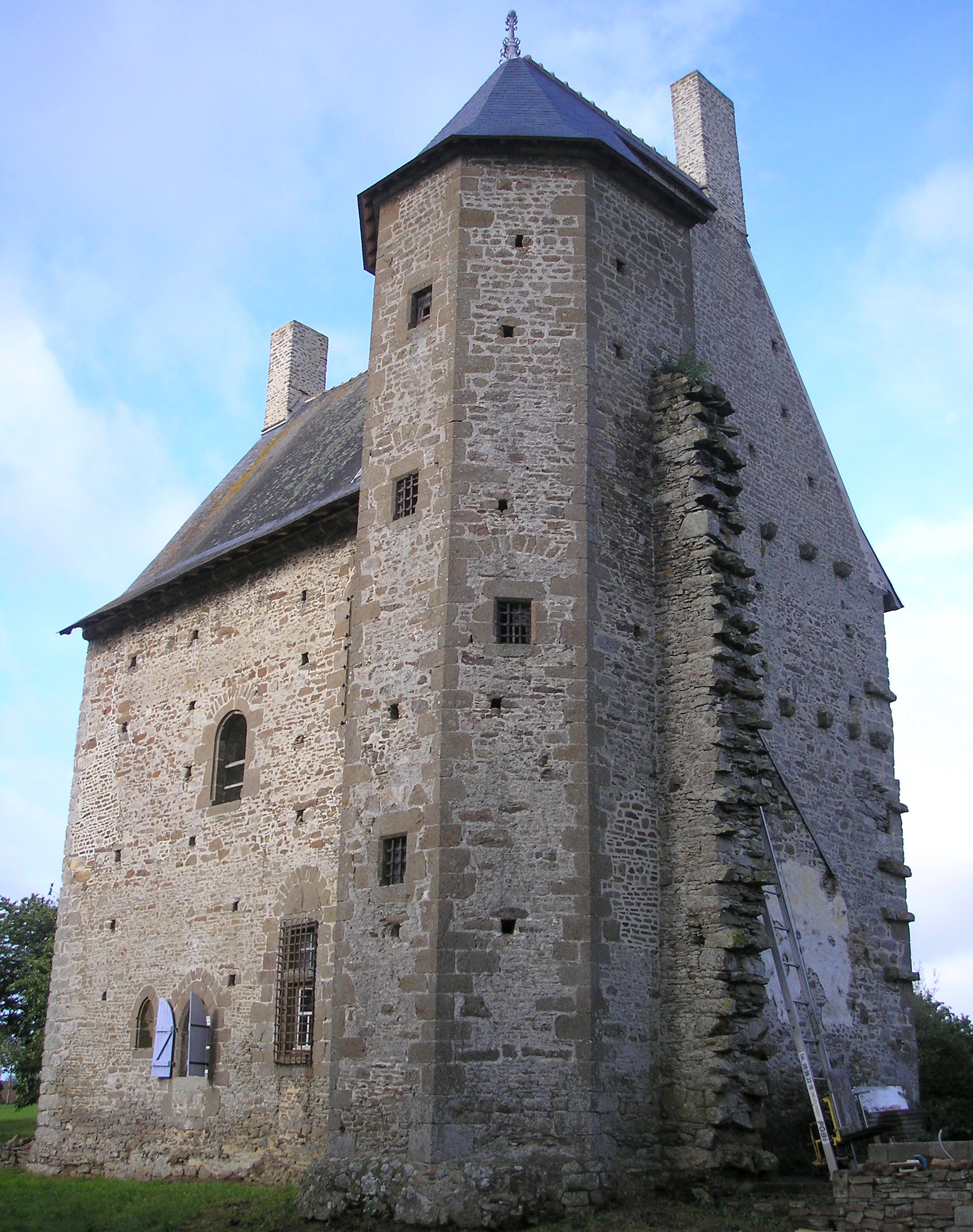
Das Manoir de Mebzon

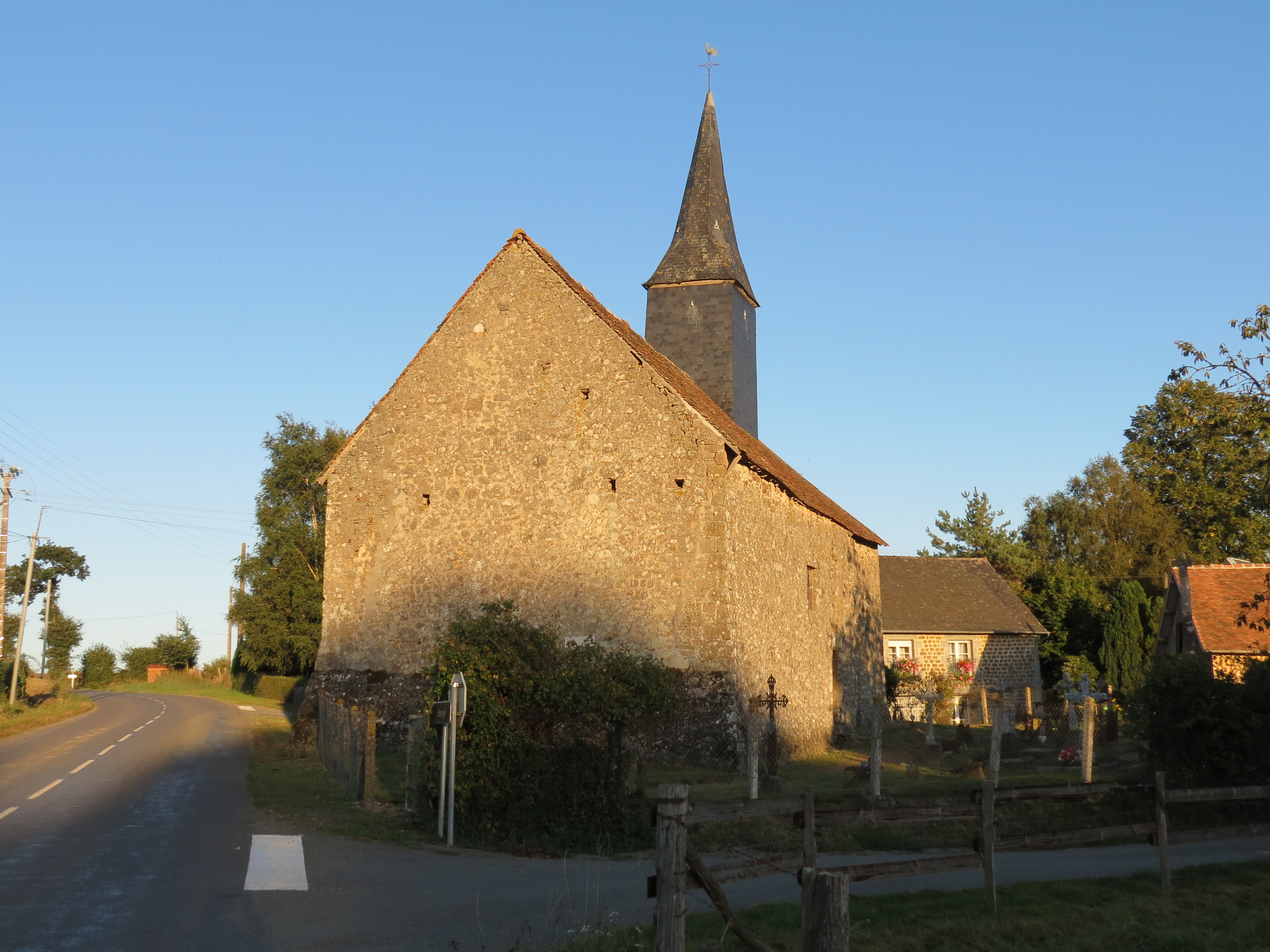
Die Kapelle Notre-Dame

Sept-Forges ist eine Ortschaft und eine ehemalige französische Gemeinde mit 244 Einwohnern (Stand: 1. Januar 2022) im Département Orne in der Region Normandie. Sie gehörte zum Arrondissement Alençon und zum Kanton Bagnoles-de-l’Orne.
Mit Wirkung vom 1. Januar 2016 wurden die bisherigen Gemeinden Juvigny-sous-Andaine, La Baroche-sous-Lucé, Beaulandais, Loré, Lucé, Saint-Denis-de-Villenette und Sept-Forges zu einer Commune nouvelle mit dem Namen Juvigny Val d’Andaine zusammengeschlossen und haben in der neuen Gemeinde den Status einer Commune déléguée. Der Verwaltungssitz befindet sich im Ort Juvigny-sous-Andaine.

## Geografie
Der Ort Sept-Forges liegt sechs Kilometer südwestlich von La Chapelle-d’Andaine und im äußersten Süden des Départements Orne. Der am südlichen und östlichen Gemarkungsrand verlaufende Fluss Mayenne stellt die Grenze zum benachbarten Département Mayenne dar. Neben dem Kernort, der unmittelbar am Flussufer liegt, befinden sich auf dem Gebiet der Gemarkung mehrere Weiler. Das Gebiet wird von der Landschaftsform Bocage geprägt.
Die Nachbargemeinden von Sept-Forges waren bis 2016 Saint-Denis-de-Villenette im Norden, Juvigny-sous-Andaine im Nordosten, Geneslay im Osten, Rennes-en-Grenouilles im Südosten, Le Housseau-Brétignolles im Süden und Loré im Westen.

## Geschichte
Der Name des Ortes bedeutet wörtlich „sieben Schmieden“ und leitet sich von einer entsprechenden Anzahl an derartigen Betrieben ab; diese stellten im Mittelalter einen wesentlichen Wirtschaftszweig dar.
Zur Zeit der römischen Besatzung führte eine bedeutende Verkehrs- und Handelslinie durch das heutige Gemeindegebiet. In seiner heutigen Form wurde das Dorf im 10. Jahrhundert zum ersten Mal erwähnt. Es gehörte in dieser Zeit zum Herzogtum Normandie und unterstand der Verwaltung durch die Kastellanei von Domfront; allerdings lag es direkt an der Grenze zum Territorium Maine. Während der Hugenottenkriege am Ende des Mittelalters wurde es zum Schauplatz von Konflikten zwischen Franzosen und Engländern. Mit den einst namensgebenden Schmieden setzte im 17. Jahrhundert der Niedergang eines wichtigen lokalen Wirtschaftszweiges ein. Dennoch blieb bis in die heutige Zeit hinein eine große Zahl an lokalen Unternehmen und Kleinbetrieben erhalten.
Im Jahr 1832 wurde ein Teil der vormals selbstständigen Gemeinde Étrigée nach Sept-Forges eingemeindet, während der andere Teil an Saint-Denis-de-Villenette fiel. Für Étrigée bedeutete dies zugleich den Wechsel vom Département Mayenne in das Département Orne.

### Bevölkerungsentwicklung
| Jahr      | 1962 | 1968 | 1975 | 1982 | 1990 | 1999 | 2011 |
| Einwohner | 425  | 394  | 363  | 317  | 250  | 265  | 298  |

Während der Französischen Revolution lag die Bevölkerungszahl 1793 bei 906. Anschließend blieb sie etwa konstant, bevor sie 1832 durch die Eingliederung eines Teils der früheren Gemeinde Étrigée einen Schub erhielt und 1836 mit 971 Bewohnern ein historischer Höchstwert registriert wurde. Dem folgte ein kontinuierlicher leichter Rückgang, sodass im Jahr 1901 nur noch 713 Menschen gezählt wurden. Insbesondere die beiden Weltkriege sorgten für eine weitere deutliche Abnahme bis auf 465 Personen, die 1954 registriert waren. 1990 wurde mit 250 Einwohnern der historische Tiefstand erreicht, woraufhin ein leichtes Anwachsen einsetzte.

## Kultur und Sehenswürdigkeiten
Im Ortszentrum befindet sich ein mit Buchen bewachsener Hügel, der ab dem 11. Jahrhundert als Beobachtungsposten diente und die Grenze der Normandie zur Nachbarregion Maine absichern sollte. Angrenzend an die 35 Meter lange und 30 Meter breite Anhäufung befinden sich die Pfarrkirche Saint-Aignan, die Mairie und ein öffentlicher Garten. Die Kirche wurde im 14. Jahrhundert errichtet. Zwei Jahrhunderte später entstand der Glockenturm, der an seinen vier Ecken Strebepfeiler und in der Mitte eine herausragende Spitze besitzt.
Als weiteres religiöses Gebäude dient die im späten 16. Jahrhundert entstandene Kapelle Saint-Joseph, die sich am heutigen Friedhof befindet. Den Ausgangspunkt für die Namensgebung bildet eine Legende, wonach der Heilige Josef dem örtlichen Pfarrer den Weg aus einem Schneesturm wies und ihm so das Leben rettet. Der ehemals eigenständige Ortsteil Étrigé (früher Étrigée) besitzt eine auf das 12. Jahrhundert zurückgehende Kapelle Notre-Dame. Sie wurde im 17. Jahrhundert umgebaut und ab 1969 fanden Restaurierungsarbeiten statt. Seit 1997 ist sie als Monument historique klassifiziert.
Das erhalten gebliebene Manoir de Mebzon befindet sich ebenfalls in Étrigé und ist ein im 15. Jahrhundert gebautes Herrenhaus. In früheren Zeiten besaß es eine eigene Kapelle, von der jedoch nur noch geringe Überreste existieren. Zur Feudalzeit lag es auf der Seite der Region Maine, befand sich aber unmittelbar an der Grenze zur Normandie. Trotz dieser Lage und der 1789 begonnenen Französischen Revolution hat der Hauptteil des Gebäudes die geschichtliche Entwicklung überstanden.